# Želeč (Boemia meridionale)
Želeč è un comune della Repubblica Ceca facente parte del distretto di Tábor, in Boemia Meridionale.